# The Skin I Live In
The Skin I Live In (originaltitel: La piel que habito) är en spansk dramathriller från 2011 i regi av Pedro Almodóvar. Manus är skrivet av Pedro Almodóvar och Agustín Almodóvar och är baserat på Thierry Jonquets roman Tarantula. I huvudrollerna finns Antonio Banderas, Elena Anaya och Marisa Paredes. Filmen hade premiär på Filmfestivalen i Cannes och utsågs till Bästa utländska film vid BAFTA-galan samma år. Elena Anaya tilldelades en Goya i kategorin Bästa kvinnliga huvudroll för rollen som Vera Cruz.

## Rollista
- Antonio Banderas – Robert Ledgard
- Elena Anaya – Vera Cruz
- Marisa Paredes – Marilia
- Jan Cornet – Vicente Guillén Piñeiro
- Roberto Álamo – Zeca
- Blanca Suárez – Norma Ledgard
- Susi Sánchez – Vicentes mor
- Bárbara Lennie – Cristina
- Eduard Fernández – Fulgencio
- Concha Buika – Bröllopssångare